# Kiri Te Kanawa
Kiri Te Kanawa (Gisborne, Isla Norte, Nueva Zelanda, 6 de marzo de 1944), de nacimiento Claire Mary Teresa Rawstron, es una soprano operática neozelandesa-irlandesa-maorí retirada.
Es considerada una suprema exponente de su generación en papeles de Wolfgang Amadeus Mozart y Richard Strauss, con exitosas incursiones en el repertorio de Giuseppe Verdi, Georg Friedrich Händel y la música francesa. De gran belleza física y porte que la hizo ideal para encarnar princesas, condesas y personajes de la nobleza, su voz, de textura y timbre reconocibles la convirtieron en una de las máximas divas de los años ochenta.
Se estima que en 1981 fue vista y escuchada por unos 600 millones de personas en todo el mundo cuando interpretó el aria Let the Bright Seraphim, de Händel, en la boda de Carlos, Príncipe de Gales y Lady Diana Spencer.

## Datos biográficos
Te Kanawa fue adoptada por una familia maorí cuando aún era una niña, y poco se sabe de sus padres biológicos: sólo que, por un lado, su madre adoptiva y su madre biológica son del mismo origen: irlandesas, y que, por el otro, su padre adoptivo y su padre biológico son del mismo origen: maoríes.
En su adolescencia y primera juventud, Te Kanawa fue una popular cantante de entretenimiento en Nueva Zelanda. Su grabación de Nun's Chorus, de Casanova, la opereta compuesta por Ralph Benatzky en 1928 con música de Johann Strauss (hijo), ganó el primer disco de oro de Nueva Zelanda.
Estudió en su país de origen con una religiosa, sor Mary Leo, y en 1965 ganó un concurso de canto y recibió una beca para estudiar en Londres. En 1966 se inscribió en el London Opera Centre, donde estudió con Vera Rozsa.
Te Kanawa comenzó su carrera como mezzo-soprano, pero más tarde, por consejo del director de orquesta Richard Bonynge, comenzó a cantar en registro y tesituras de soprano.

## Carrera internacional
Participando en pequeños papeles en las óperas Don Carlo, Borís Godunov, Parsifal, La flauta mágica y Rigoletto, fue descubierta por Sir Colin Davis en audiciones para Las bodas de Fígaro en 1969.
En 1971, Te Kanawa hizo un sonado debut en el Royal Opera House (Covent Garden) como la Condesa Almaviva, en Las bodas de Fígaro (Le nozze di Figaro), de Mozart, y cantó luego con la Ópera de Escocia, con la Ópera de Berlín, en el festival de Glyndebourne, en la Ópera de San Francisco y en la Ópera de Santa Fe, donde había cantado meses antes del debut londinense su primera condesa mozartiana.
Siguió un sensacional debut en el Metropolitan Opera en 1974, reemplazando a Teresa Stratas como Desdémona en la ópera de Verdi Otello junto a Jon Vickers, dirigidos por James Levine.
En los años siguientes, actuó en la Ópera Lírica de Chicago, en la Ópera de París, en la Ópera de Sídney, en la Ópera de Viena, en La Scala de Milán, en la Ópera de San Francisco, en la Ópera de Múnich y en la Ópera de Colonia, y añadió los personajes de Mozart Doña Elvira, Pamina y Fiordiligi, además de personajes italianos, como Mimi, de La Bohemia.
Te Kanawa descuella en las heroínas más líricas de Richard Strauss: la Mariscala (Marschallin), de El caballero de la rosa; la Condesa, de Capriccio, y la protagonista de Arabella, así como en las Cuatro últimas canciones del compositor, y en ciertos papeles de Verdi, como Amelia, de Simón Boccanegra; Violeta, en La Traviata, y Desdémona, en Otello.
En 1979 fue Donna Elvira en la película Don Giovanni sobre la ópera de Mozart, dirigida por Joseph Losey.
En 1982 cantó su única Tosca, de Giacomo Puccini, en París, y agregó a su repertorio Elizabeth de Valois, de Don Carlo, de Verdi.
En el Teatro Colón ofreció recitales en 1993 y 1997.
Se destacó como intérprete de comedia musical en versión de concierto y de crossover.
Retirada del escenario operístico en el 2004 (en Vanessa, de Samuel Barber, en Los Ángeles y en Washington), Te Kanawa ha seguido actuando esporádicamente en conciertos, pasando la mayor parte de su tiempo en su residencia de Bahía de las Islas, en Nueva Zelanda.
En 2017 anunció su retirada de los escenarios e indicó que no volvería a cantar en público.

## Honores recibidos
Entre los honores merecidos, fue nombrada Dame Commander de la Orden del Imperio Británico en 1982, investida con la Orden de Australia en 1990 y condecorada con la prestigiosa Orden de Nueva Zelanda en 1995. También ha recibido títulos honoríficos de universidades como: Cambridge, Oxford, Nottingham, Durham, Dundee, Warwick, Chicago, Auckland y Waikato, así como miembro honorario del Somerville College, Oxford y Wolfson College, Cambridge.
En 2009 fue añadida al Hollywood Hall of Fame.

## Otras actividades
Ha fundado la organización que lleva su nombre para promover a los jóvenes cantantes de su país.

## Vida familiar y vida privada
En 1967 se casó con Desmond Park, con quien adoptó a dos niños (Antonia y Thomas) y de quien se divorció en 1997. Es también una ávida golfista y cazadora.

## Discografía de referencia
- Arrieta, Marina (1986) James Levine
- Bizet, Carmen (Micaela) (1975) Georg Solti
- Bernstein, West Side Story (1985) Leonard Bernstein
- Gay, The Beggar's Opera (1981) Richard Bonynge
- Gounod, Fausto (1986) Colin Davis
- Handel, Messiah (1984) Georg Solti
- Mozart, Don Giovanni (1972) Colin Davis
- Mozart, Così fan tutte (1977) Alain Lombard
- Mozart, Die Zauberflöte (1978) Alain Lombard
- Mozart, Le nozze di Figaro (1981) Georg Solti
- Mozart, Così fan tutte (1988) James Levine
- Mozart, Le nozze di Figaro (1990) James Levine
- Mozart, Der Schauspieldirektor (1990) John Pritchard
- Mozart, Die Zauberflöte (1989) Neville Marriner
- Puccini, Tosca (1985) Georg Solti
- Puccini, La rondine (1982) Lorin Maazel
- Puccini, Manon Lescaut (1987) Riccardo Chailly
- Puccini, La bohème (1994) Kent Nagano
- Respighi, La Fiamma (1986) Georg Solti
- Johann Strauss II, Die Fledermaus (1990) André Previn
- Richard Strauss, Arabella (1986) Jeffrey Tate
- Richard Strauss, Der Rosenkavalier (1990) Bernard Haitink
- Richard Strauss, Cuatro últimas canciones (1991) Georg Solti
- Richard Strauss, Cuatro últimas canciones (1978) Andrew Davis
- Richard Strauss, Capriccio (1996) Ulf Schirmer
- Chaikovski, Eugene Onegin (1992) Charles Mackerras
- Verdi, Simón Boccanegra (1989) Georg Solti
- Verdi and Puccini Arias (1982) John Pritchard
- Verdi, Otello (1991) Georg Solti
- Verdi, La traviata (1992) Zubin Mehta
- Wagner, Tannhäuser (1993) Marek Janowski (cantó el papel de Elisabeth en una grabación de estudio con la Orquesta Philharmonia y el Coro Ambrosiano; banda sonora de la película Meeting Venus, dirigida por István Szabó)
- Wagner, Siegfried, (cantó el papel del pájaro del bosque) (1992) Bernard Haitink

Recitales, crossover, música popular
- Ave Maria (1984) Una colección de piezas religiosas con la Orquesta de Cámara Inglesa y el Coro de la Catedral de San Pablo de Londres
- Beethoven, Sinfonía n.º 9, Eugen Jochum
- Berlioz, Les Nuits d'Été, Daniel Barenboim
- Brahms, Réquiem alemán, Georg Solti
- Come To The Fair - Folk Songs & Ballads, Gamsley
- Christmas with Kiri (1984)
- South Pacific (1986), Mauceri
- My Fair Lady (1987), Mauceri dirigiendo la Orquesta Sinfónica de Londres, junto a Jeremy Irons y Warren Mitchell en el Royal Albert Hall
- Kiri Sings Gershwin (1987), John McGlinn
- Heart To Heart (1991)
- The Kiri Selection (1991)
- Kiri Sings Kern (1991)
- Kiri Sings Michel Legrand
- Kiri Sings Cole Porter
- Paul McCartney, Liverpool Oratorio, Carl Davis (1992)
- Kiri Sidetracks (1992)
- Mozart, Gran misa en do menor
- French Songs and Arias (1997)
- Maori Songs (1999)
- Kiri - The Best of (2001)
- The Very Best of (2003)
- Kiri Sings Karl (2006) – Karl Jenkins

DVD
ópera
- Mozart, Don Giovanni, Lorin Maazel (film de Losey)
- Mozart, Le nozze di Figaro, Glyndebourne, John Pritchard
- Puccini, Manon Lescaut, Covent Garden, Giuseppe Sinopoli
- Puccini, Tosca, París, Seiji Ozawa
- J.Strauss, Die Fledermaus, Plácido Domingo
- Strauss, Arabella, Met, Christian Thielemann
- Strauss, Der Rosenkavalier, Met, James Levine
- Strauss, Der Rosenkavalier, Londres, Georg Solti
- Strauss, Capriccio, San Francisco, Donald Runnicles
- Strauss, Kiri and Solti
- Verdi, Otello, Covent Garden, Georg Solti
- Verdi, Otello, Arena di Verona, Daniel Oren
- Verdi, Simon Boccanegra, Covent Garden, Georg Solti
- Verdi, Simon Boccanegra, Met, James Levine

recitales, etc
- An Evening with Kiri Te Kanawa
- Kiri Te Kanawa: A Celebration Live at the Royal Albert Hall
- Christmas With Kiri Te Kanawa - Michael George
- Kiri Te Kanawa - Home & Afar
- Kiri Te Kanawa - Opera in the Outback
- The Making of West Side Story - Leonard Bernstein
- Dame Kiri and Friends - The Gala Concert
- Metropolitan Opera Gala - James Levine's 25th Anniversary
- Metropolitan Opera: Centennial Gala